# Аманаје
Аманаје су тупијски народ настањен у бразилској држави Пара, око горњег тока реке Капим. Данас живе на резервату Ареа Индижена Аманаје, који је створен 1945. Аманаје насељене уз реку Арарандева познате су под именом Арарандевара. У контакт са Европљанима Аманаје су дошле у 18. веку. Након контакта, доживели су велики пад популације, па их је 1911. било само 300, да би им број до 1990. спао на само 66. Међутим, овај пад је заустављен и према најновијим подацима из 2014. има их 178. Данас су интегрисани у бразилско друштво.

## Историја
Први пут су поменути у 18. веку, док су се налазили у области реке Пиндаре. До 1755. ступају у контакт са католичким мисионаром, који је живео међу Гважажарама, њиховим непријатељима, и насељавају се у њихово село. Убрзо затим, део их се преселио на реку Алперкатас, на границу држава Марањао и Пјауи, и населио се у близини села Санто Антонио. Године 1815. ту их је остало само 20, мешаних са црнцима. Остатак групе са реке Алперкатас преселио се 1763. на реку Парнаиба у државу Пјауи, након чега о њима више не постоје писани подаци.
У другој половини 19. века Аманаје са река Пиндаре и Гурупи пресељене су у 3 села дуж реке Кажу-Апара саставнице реке Гурупи. Ова села су била енклаве, окружене територијом народа Тембе. Процењује се да их је у тим селима било између 300 и 400.
Истовремено, друге Аманаје насељавале су обале река Можу и Капим, где су се сукобљавале са земљопоседницима. И ова група је дошла у контакт са Тембама, које се мигрирале ка држави Пара. Ове Аманаје су биле алдеадоси на католичким мисијама, где су због ратоборности биле одвојене од Темба и Туривара. Након убиства двоје људи 1873. део њих је побегао у подручје реке Арарандева, а да би прикрили свој идентитет почели су користити имена Арарандевара или Туривара. Оне Аманаје које су остале на мисији, 1880. су убиле групу „мирних Индијанаца” Темба и Туривара. Као одговор на ова убиства председник Паре је наоружао „мирне Индијанце”, како би се заштитили од напада ратоборних Аманаја. И ове Аманаје су убрзо напустиле подручје које су у то доба насељавале и населиле се око горњег тока реке Капим.
Крајем 19. века, вођа Арарандевара била је мулаткиња Дамасиа, што је и остала све до 1930.-их година. Арарандевара је у ово време било око 300, раштрканих у 4 села. Након напада на мирне Аманаје око реке Капим 1941, који су извеле ратоборне Аманаје са река Сурубију и Карандиру, а које су претходно виђене око реке Пиментал, притоке реке Гурупи. Покренута је иницијатива за стварање резервата око горњег тока реке Капим, пре свега за (новопридошле) ратоборне Аманаје, којих је било око 200. Ова иницијатива је спроведена у дело 1945.
Према подацима из 1942, након смрти Дамасие, вођство над Арарандеварама је преузео њен син. Од Арарандевара које су биле под његовим вођством, а којих је било 17, већином мешаног порекла, одвојила се група која је населила обале реке Гарафан, притоке реке Арарандева. Данашње становништво резервата Ареа Индижена Аманаје, највероватније највећим делом потиче од групе Аманаја, која се око горњег тока реке Капим доселила 1941. Већина осталих је у међувремену асимилована, кроз мешовите бракове са Бразилцима.

## Етнографија
Слично другим тупијским народима, Аманаје пољопривредну производњу организују на традиционалан начин премештањем усева („посеци и спали”), а главне културе које узгајају су касава (маниока), памук и дуван.
Нуклеарне породице Аманаја живе у изолованим кућама, које су окружене вртовима. Данас се куће праве од плетеног прућа премазаног блатом, а распоред соба се разликује од куће до куће. Породица највећи део дана проводи у кухињи око пећи на дрва. Гости се дочекују у дневној соби. До куће се обично налази млин за брашно. Често се селе, због исцрпљивања земљишта, могуће и због избегавања непријатеља.
Жене Аманаја се обично удају између 15-е и 18-е године, а у то доба често рађају своје прво дете, децу доје годину дана, али већ након 2 месеца од рођења дете почињу да хране и „каримом” (јелом од маниокиног брашна) и „кроеиром”.

## Језик
Изумрли аманајски језик припада тупијско-гваранској грани тупијских језика. Данас Аманаје говоре португалским језиком.